# Каравака де ла Круз
Каравака де ла Круз (шп. Caravaca de la Cruz) град је у Шпанији у аутономној заједници Регион Мурсија. Према процени из 2017. у граду је живело 25 591 становника.

## Становништво
Према процени, у граду је 2017. живело 25 591 становника.
| 2017.  |
| ------ |
| 25.591 |